# Florian Kunz
Pour les articles homonymes, voir Kunz.
Florian Kunz, né le 22 février 1972 à Leverkusen, est un joueur allemand de hockey sur gazon.
Il fait partie de l'équipe d'Allemagne de hockey sur gazon médaillée de bronze aux Jeux olympiques d'été de 2004.

## Palmarès

### Jeux olympiques
- Jeux olympiques d'été de 2004 à Athènes,  Grèce
  -  Médaille de bronze

### Champions Trophy
- 2000: Médaille d'argent
- 2001: Médaille d'or
- 2002: Médaille d'argent